# Hegelgasse (Wien)

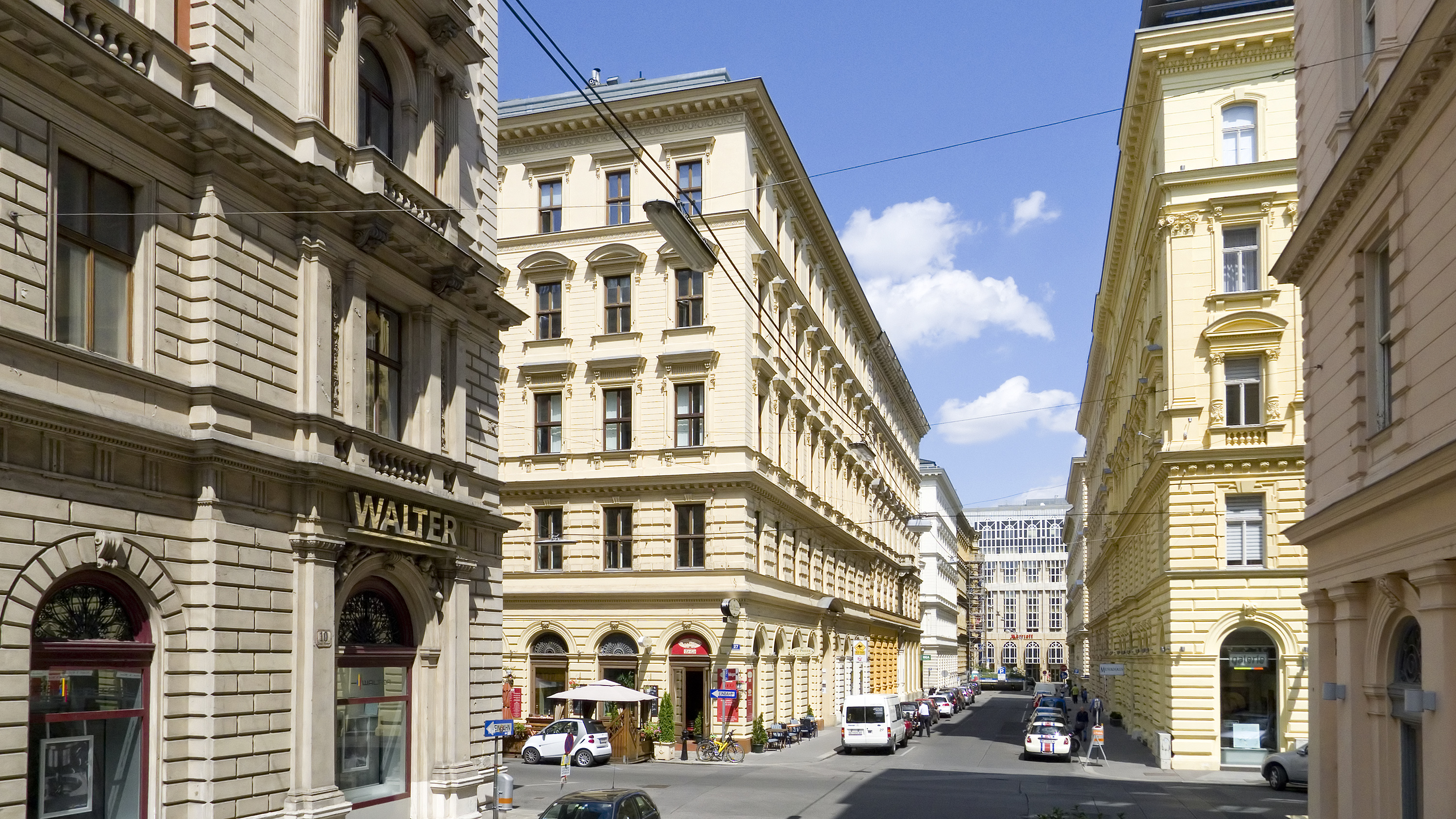
Die Hegelgasse in der Wiener Innenstadt.

Die Hegelgasse ist eine Straße im 1. Wiener Gemeindebezirk Innere Stadt. Sie entstand 1862–1863 nach dem Abbruch der Stadtbefestigung im Bereich der Dachslochschanze nahe dem heutigen Schubertring. Sie verläuft parallel zu diesem, dabei stadteinwärts gelegen, zwischen Schwarzenbergstraße und Weihburggasse. Benannt wurde die Hegelgasse 1865 nach dem deutschen Philosophen Georg Wilhelm Friedrich Hegel. Auch die in unmittelbarer Nähe gelegene Fichtegasse, Kantgasse und Schellinggasse wurden nach Philosophen benannt.

## Bildungseinrichtungen
- In der Hegelgasse 12 wurde 1868 das Städtische Lehrerpädagogium errichtet. Es hieß 1921–1962 Bundeslehrerbildungsanstalt und ist seit 1963 das Realgymnasium für Musik und Kunst.
- Im Jahr 1872 entstand in diesem Gebäude (Hegelgasse 12) das Franz-Joseph-Gymnasium, das 1912 in die Stubenbastei 6–8 übersiedelte. Dieses Gymnasium Stubenbastei heißt seit 1921 Bundesrealgymnasium Wien 1.
- Ebenfalls in der Hegelgasse 12 wurde 1892 durch die Industriellengattin und Frauenrechtlerin Marianne Hainisch das Gymnasium für Mädchen gegründet, das erste Mädchengymnasium im deutschsprachigen Raum. 1910 übersiedelte die Schule in das Gebäude Rahlgasse 4.
- In der Hegelgasse 14 befindet sich das Gebäude des ehemaligen Bundesoberstufenrealgymnasium Wien 1, in dem zahlreiche bedeutende Personen maturierten. Die Schule hieß ursprünglich Königlich-kaiserliche Lehrerinnen-Bildungsanstalt und später Staatsgewerbeschule. Die Schule wurde 2017 in das benachbarte Gebäude in der Schellinggasse verlegt und bildet seit Ende 2020 gemeinsam mit dem ehemaligen BRG 2 Vereinsgasse das „Schulzentrum Lessinggasse“. Heute steht das Schulgebäude leer.
- Im selben Gebäudeblock war die Höhere technische Lehranstalt Schellinggasse Wien 1 situiert; sie übersiedelte 1999 in die Thaliastraße 125 und heißt heute HTL Ottakring.

## Gebäude
- Nr. 1: Palais Henckel-Donnersmarck, erbaut 1871/72 nach Plänen von Johann Romano von Ringe und August Schwendenwein von Lanauberg im Stil der französischen Renaissance (seit 1985 SAS Palais Hotel).
- Nr. 3: Palais Leitenberger, erbaut 1871 nach Plänen von Ludwig von Zettl (heute ebenfalls Teil des SAS Palais Hotels); nach den ursprünglichen Plänen des Stadterweiterungsfonds hätte auf dieser Parzelle das neue Wiener Rathaus entstehen sollen, das aber dann an der Ringstraße errichtet wurde.
- Nr. 5 und Nr. 7: zwei Wohn- und Geschäftshäuser von Hermann Krackowizer im Stil der Neu-Wiener Renaissance mit Pilastergliederung, Beletage-Balkonen und Groteskenmalerei (denkmalgeschützt). In Nr. 5 ist seit 2009 die Nitsch Foundation angesiedelt, die die Position des Künstlers Hermann Nitsch und seines Gesamtkunstwerkes zu unterstützen und zu vermitteln versucht. In Nr. 7 residierte von 1884 bis ca. 1918 die österreichische Eisenbahndirektion.
- Nr. 8: Mietshaus im Stil der Neorenaissance, 1872 erbaut von Ferdinand Schlaf, mit Lisenenportal und Segmentgiebel, additiven Giebelfenstern und im Innern einem typisch Wienerischen Pawlatschenhof (denkmalgeschützt).
- Nr. 12: Oberstufenrealgymnasium für Musik und Kunst (BORG), erbaut 1868–1870 von Heinrich von Ferstel.
- Nr. 14: ehemaliges Oberstufenrealgymnasium Hegelgasse, erbaut 1883–1885 von Dominik Avanzo und Paul Lange.
- Nr. 19: Wohnhaus von Johann Romano von Ringe und August Schwendenwein von Lanauberg aus dem Jahr 1868 (denkmalgeschützt).

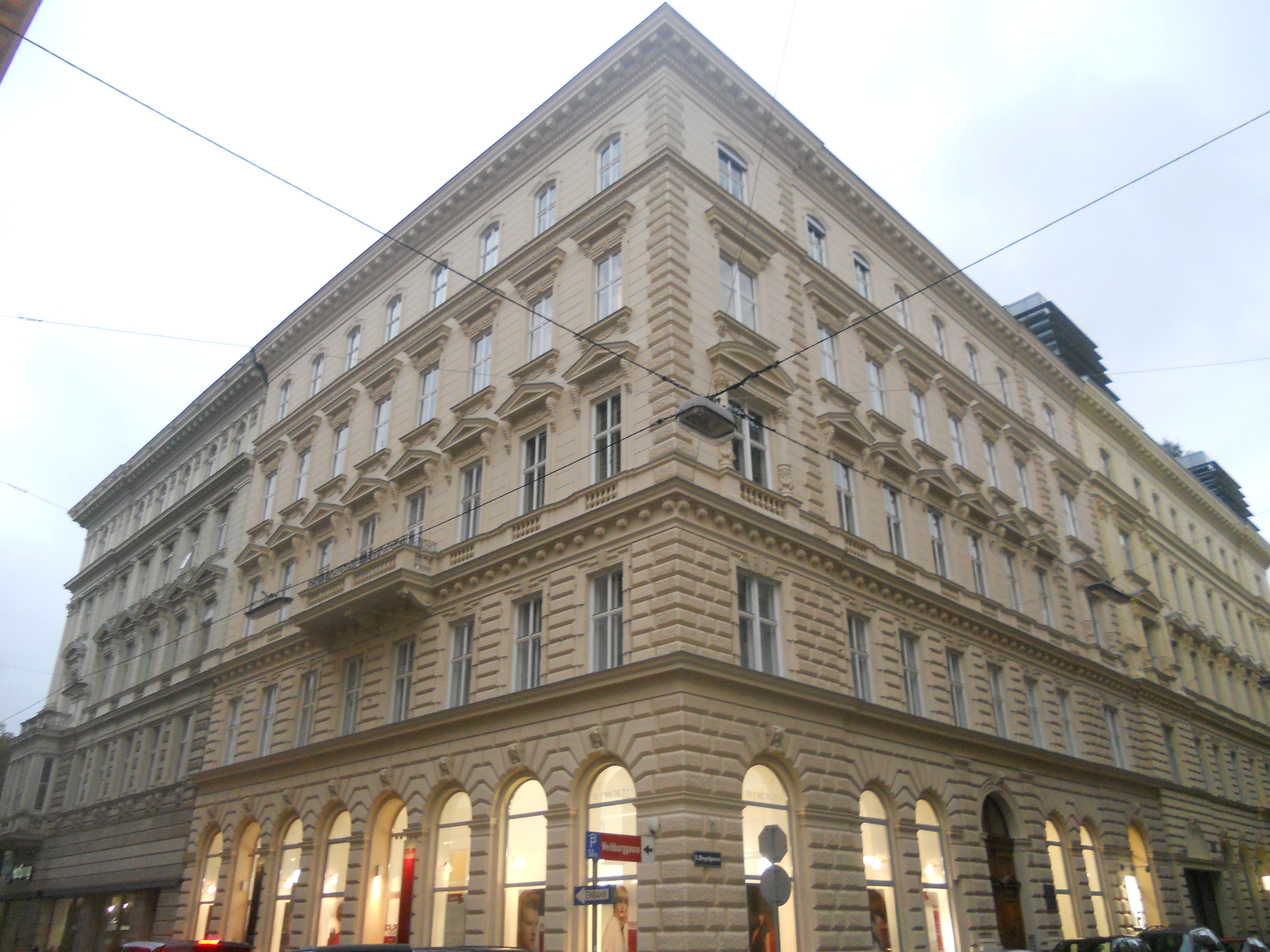
Hegelgasse 5
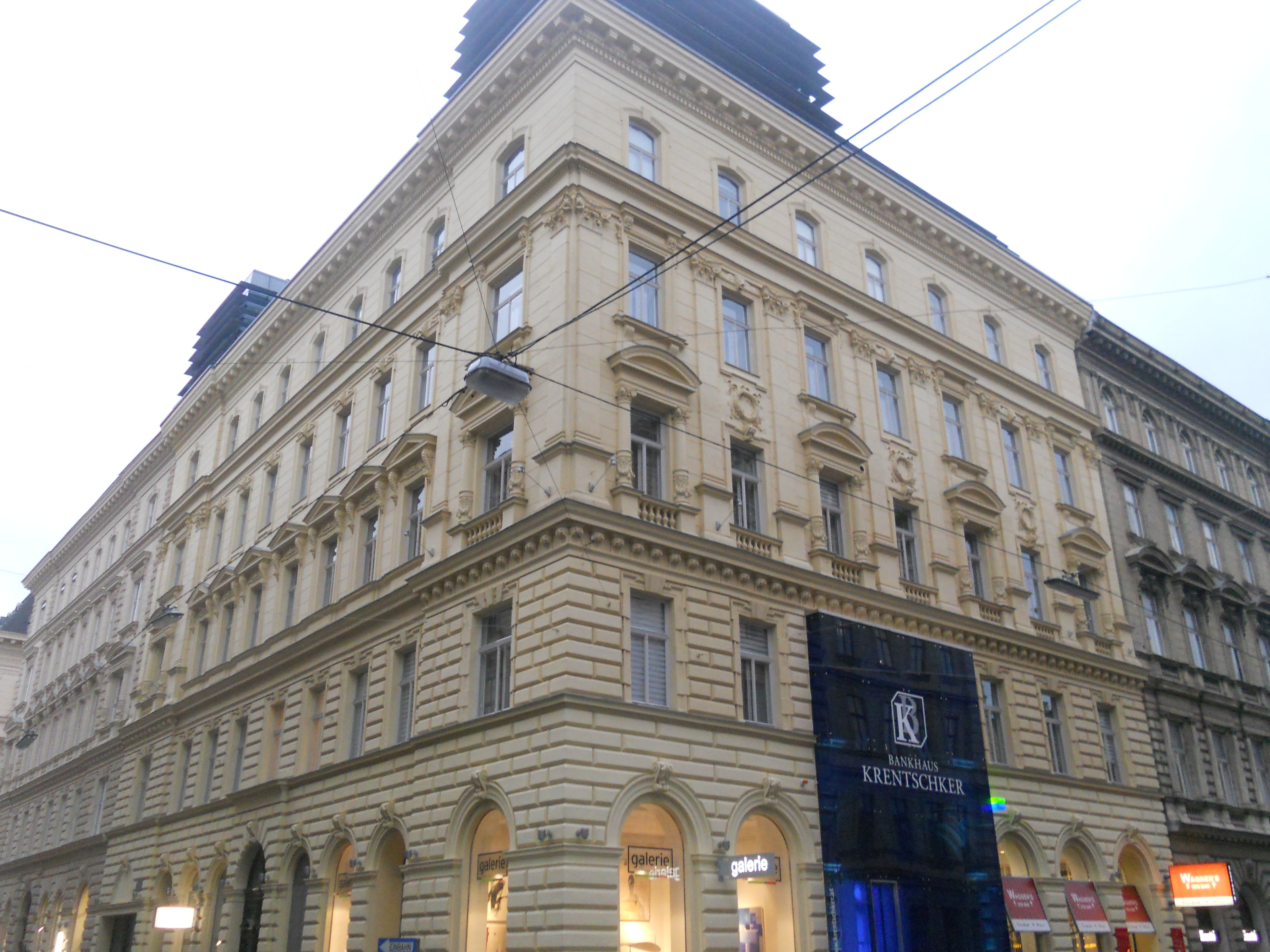
Hegelgasse 7
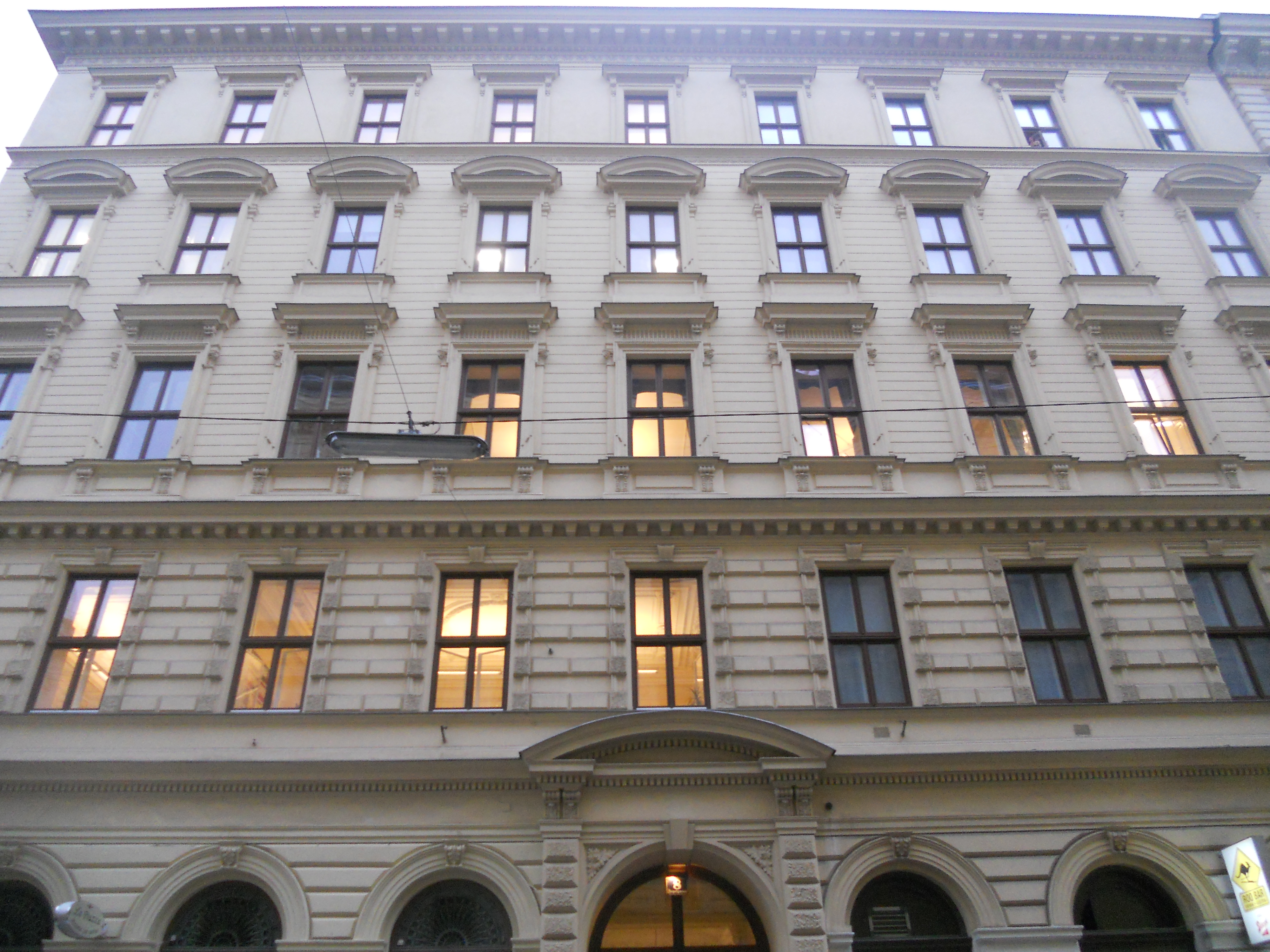
Hegelgasse 8
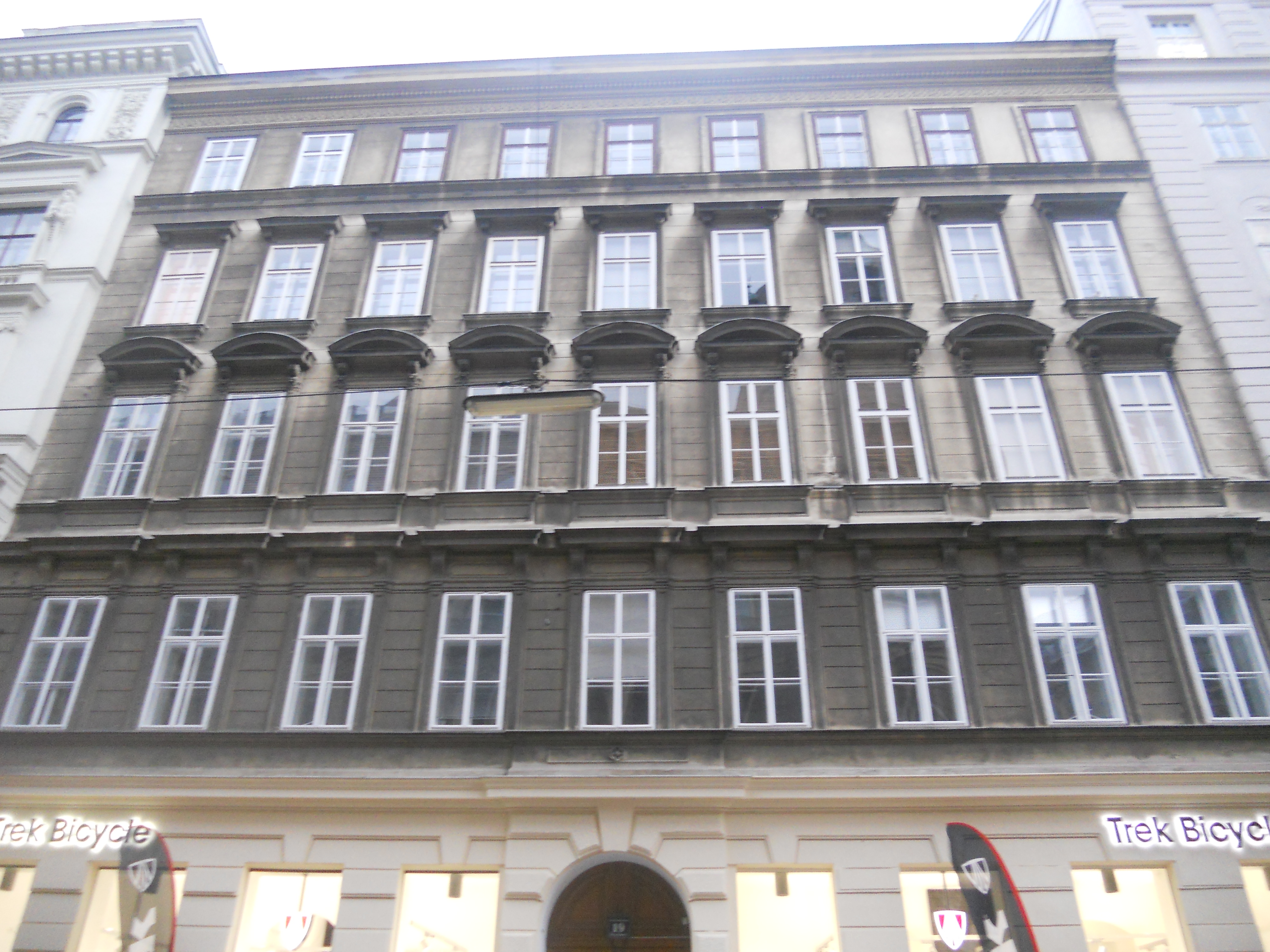
Hegelgasse 19